# Назаренко Анастасія Олександрівна
Анастасія Олександрівна Назаренко (1889, село Велика Михайлівка Курської губернії, тепер Курської області, Російська Федерація — ?) — українська радянська діячка, педагог, вчителька математики Ворошиловградської середньої школи № 3, заслужений вчитель УРСР. Депутат Верховної Ради УРСР 2—3-го скликань.

## Біографія
Народилася у бідній селянській родині. У 1910 році закінчила Курську жіночу гімназію.
Трудову діяльність розпочала у 1910 році вчителем сільської школи на Єлисаветградщині. З 1924 року — вчителька семирічної трудової школи на Луганщині.
У 1933 році закінчила заочно Луганський педагогічний інститут. Працювала вчителем математики у Ворошиловградській середній школі № 2.
Під час німецько-радянської війни працювала вчителькою у місті Сталінграді та в Удмуртській АРСР.
З 1944 року — вчитель математики у Ворошиловградській середній школі № 3 (№ 13).
Член ВКП(б) з 1948 року.
Обиралася депутатом Ворошиловградської міської ради.

## Нагороди
- ордени
- медалі
- заслужений вчитель Української РСР (1940)